# آنتونگو وائووائو
آنتونگو وائووائو (به لاتین: Antongo Vaovao) یک منطقهٔ مسکونی در ماداگاسکار است که در مورومبه واقع شده‌است. آنتونگو وائووائو ۷٬۰۰۰ نفر جمعیت دارد و ۶ متر بالاتر از سطح دریا واقع شده‌است.